# Able (étage de fusée)
Pour les articles homonymes, voir Able.
Able est le nom donné au second étage du lanceur américain Vanguard, développé par Aerojet. Il fut par la suite exporté sous une forme modifiée comme étage supérieur des lanceurs Atlas et Thor. Il fut abandonné dans les années 1960. L’étage contient de l’acide nitrique et de l'UDMH, qui alimentaient un moteur-fusée AJ-10.